# Tatil kitabi
Tatil kitabi è un film del 2008 diretto da Seyfi Teoman.